# Grizzly Man
Grizzly Man és un pel·lícula documental estatunidenca de 2005 del director alemany Werner Herzog. Narra la vida i la mort de l'entusiasta de l'ós i conservacionista Timothy Treadwell i la seva xicota Amie Huguenard al Parc Nacional de Katmai, Alaska. La pel·lícula inclou algunes imatges del propi Treadwell de les seves interaccions amb ós bru abans de 2003, i d'entrevistes amb persones que coneixien o estaven involucrades amb Treadwell, a més de professionals que tracten amb óssos salvatges.
Treadwell i Huguenard, tots dos de Nova York, s'havien unit per la seva passió comuna pels óssos i la conservació dels animals, i de tant en tant l'acompanyava en els seus viatges al parc. Després d'haver estat un any passat la temporada d'estiu, la parella va ser atacada i assassinada al parc per un ós el 5 d'octubre de 2003. Les restes de la parella van ser descobertes per un pilot de patrulla, i es va trobar una gravació d'àudio de l'atac entre les restes; L'ós més tard va ser trobat i assassinat per l'equip de rescat del pilot.
La pel·lícula va ser coproduïda per Discovery Docs i Lions Gate Entertainment. la banda sonora de la pel·lícula va ser composta per Richard Thompson.
Va rebre un gran reconeixement de la crítica i ara es considera una de les millors pel·lícules dels anys 2000 i del segle XXI.

## Argument
Herzog va utilitzar seqüències extretes de més de 100 hores de vídeo filmat per Treadwell durant els últims cinc anys de la seva vida. També va realitzar i filmar entrevistes amb la família i amics de Treadwell, i experts en óssos i natura. Els guardaparcs i els experts en óssos van comentar les declaracions i les accions de Treadwell, com les seves afirmacions reiterates que defensava els óssos de la caçadors furtius. Un investigador d'óssos aclareix que la incidència de la caça furtiva a l'Illa Kodiak era baixa, però el director del Museu Alutiiq assenyala que les accions de Treadwell poden haver posat en risc els óssos en habituar-los al contacte humà. Treadwell també va afirmar que s'havia "guanyat la confiança" de certs óssos, suficient per apropar-los i acariciar-los. Un pilot local especula que els óssos estaven tan confosos pel contacte directe i casual de Treadwell que no estaven segurs de com reaccionar amb ell.
El 2003, Treadwell acampava al parc nacional de Katmai amb la seva xicota, Amie Huguenard. Treadwell normalment abandonava el parc a finals d'estiu, però aquell any es va quedar fins a principis d'octubre. Això posava a ell i a Huguenard en major risc, ja que en aquest període, els óssos són agressius a l'hora de buscar menjar per emmagatzemar calories per a la hibernació durant l'hivern. Herzog especula que quedar-se més tard a la temporada va provocar que la parella fos atacada i assassinada.
Willy Fulton va ser el pilot que va descobrir les poques restes de la parella i va informar al Servei de Parcs Nacionals. Observa que va veure el braç solitari d'un home amb un rellotge de polsera i no va poder evitar pensar-hi. Després d'una investigació, el forense i la policia del parc van donar el rellotge de polsera a Jewel Palovak, una exnòvia de Treadwell. Li havia llegat les seves pertinences. Aquests inclouen la seva càmera de vídeo, que va captar un registre d'àudio de l'atac.
A més de presentar opinions d'amics i professionals, Herzog narra i ofereix la seva pròpia interpretació dels esdeveniments. Va concloure que Treadwell tenia una visió sentimental de la natura, pensant que podia domesticar els óssos salvatges. Herzog assenyala que la natura és freda i dura; La visió de Treadwell va enfosquir el seu pensament i el va portar a subestimar el perill, provocant la seva mort i la d'Huguenard.
Palovak va donar permís a Herzog per escoltar l'àudio de l'atac. Es va abstenir de fer-ho part de la pel·lícula, però va ser filmat mentre escoltava i va mostrar com això l'angoixava. Herzog va aconsellar inicialment a Palovak que destruís l'enregistrament d'àudio en lloc d'escoltar-lo o conservar-lo.
En una entrevista posterior, va repudiar el seu propi consell, dient que era:
| « | Estúpid... consells ximples nascuts de l'impacte immediat de l'audició; vull dir, és la cosa més terrorífica que he sentit a la meva vida. Sorprès d'aquesta manera, li vaig dir: "No l'has d'escoltar mai, i més aviat hauries de destruir-lo. No hauria d'estar assegut al prestatge de la teva sala tot el temps". [Però] s'hi va dormir i va decidir fer alguna cosa molt més sàvia. No la va destruir, sinó que es va separar de la cinta i la va posar a una caixa de seguretat del banc. | » |

## Producció
Treadwell va passar tretze estius al Parc Nacional i Reserva de Katmai, Alaska. Amb el temps, va creure que els óssos podien confiar en ell; li van permetre acostar-s'hi i els havia tocat. Va guanyar certa notorietat nacional per la seva associació amb els óssos i va fundar Grizzly People amb el seu amic Jewel Palovak. Van treballar per protegir els óssos als parcs nacionals creant consciència.
Els funcionaris del parc li van advertir repetidament que la seva interacció amb els óssos era insegura tant per a ell com per als óssos. "En el millor dels casos, està equivocat", va dir a Anchorage Daily News el 2001, Deb Liggett, superintendent dels parcs nacionals de Katmai i Lake Clark, "En el pitjor, és perillós. Si Timothy modela un comportament insegur, això posa en risc els óssos i altres visitants".
Treadwell va filmar les seves gestes i va utilitzar les pel·lícules per conscienciar el públic sobre els problemes als quals s'enfronten els óssos a Amèrica del Nord. L'octubre de 2003, al final de la seva tretzena visita, ell i la seva xicota Amie Huguenard van ser atacats, assassinats i parcialment menjats per un ós. Es desconeixen els fets que van provocar l'atac.
El productor Erik Nelson havia començat a treballar en el desenvolupament d'un especial de televisió narratiu basat en la vida i la carrera de Treadwell. No obstant això, durant una trobada casual amb el director alemany Werner Herzog al Festival de Vida Silvestre de Jackson Hole, Nelson es va convèncer per convertir el projecte en un llargmetratge documental i per donar a Herzog funcions de direcció. Amb el projecte en desenvolupament com a documental, van contactar amb Jewel Palovak per tal d'utilitzar el material d'arxiu de Treadwell.
Palovak, cofundadora de Grizzly People i amiga íntima de Treadwell, va haver de donar-li el vistiplau perquè la pel·lícula fos produïda, ja que controlava els seus arxius de vídeo. Els cineastes van haver de tractar amb factors logístics i sentimentals relacionats amb les imatges de Treadwell de les seves interaccions amb els óssos. Grizzly People és una "organització de base" preocupada pel tractament dels óssos als Estats Units. Després de la mort de la seva amiga, Palovak va quedar amb el control de Grizzly People i de les 100 hores d'arxiu de Treadwell. Com a amiga íntima, antiga xicota i confident, tenia un gran interès emocional en la producció. Coneixia a Treadwell des de 1985 i sentia un profund sentit de responsabilitat envers el seu difunt amic i el seu llegat.
Palovak va dir que Treadwell havia parlat sovint dels seus arxius de vídeo amb ella. "Timothy va ser molt dramàtic", va dir una vegada. Va citar Treadwell dient: "Si moro, si em passa alguna cosa, fes aquesta pel·lícula. Tu la fas. Tu la mostres." Vaig pensar que Werner Herzog podria fer-ho definitivament".

## Estrena
Grizzly Man es va estrenar al Festival de Cinema de Sundance de 2005 i la seva estrena limitada a les sales dels Estats Units va començar el 12 d'agost de 2005. Més tard es va estrenar en DVD als Estats Units el 26 de desembre de 2005. El Discovery Channel va emetre Grizzly Man a la televisió el 3 de febrer de 2006; la seva presentació de la pel·lícula de tres hores va incloure un especial d'acompanyament de 30 minuts que va aprofundir en la relació de Treadwell amb els óssos i va abordar les controvèrsies relacionades amb la pel·lícula.
L'estrena en DVD no té una entrevista amb Treadwell per David Letterman, que es va mostrar en l'estrena original. Letterman havia fet broma que Treadwell seria menjat per un ós. Les versions televisades al Discovery Channel i Animal Planet conserven aquesta escena.

## Resposta

### Taquilla
Grizzly Man es va estrenar el 12 d'agost de 2005 a 29 sales d'Amèrica del Nord. Va recaptar 269.131 dòlars EUA (9.280 dòlars per pantalla) en el seu primer cap de setmana, ocupant el lloc número 26 de la taquilla. En el seu punt més ampli, va tocar en 105 sales i va guanyar 3.178.403 dòlars a Amèrica del Nord durant la seva carrera, amb 882.902 dòlars a l'estranger per un total mundial de 4.061.305 dòlars.

### Recepció crítica
Quan es va estrenar a les sales nord-americanes, Grizzly Man va ser aclamat per la crítica. A Rotten Tomatoes, la pel·lícula té una puntuació del 92% basada en 136 crítiques, amb una valoració mitjana de 8/10. El consens del lloc afirma: "Sigui quina sigui l'opinió que tingueu de l'obsessiu Treadwell, Herzog ha tornat a trobar un tema fascinant." Metacritic informa d'una puntuació de 87 sobre 100 basada en 35 crítics, indicant "aclamació universal".
David Denby de The New Yorker va dir:
| « | Narrant en el seu extraordinari anglès amb accent alemany, Herzog és just i respectuós amb l'auto-invenció maníaca de Treadwell. Fins i tot lloa Treadwell com a bon cineasta: mentre Treadwell està parlant en primer pla del fotograma, els óssos juguen darrere seu o recullen el salmó amb a les aigües; en altres plans, un parell de guineus salten per l'herba enmig d'un monòleg de Treadwell. El metratge està ple de belleses incidentals impressionants. | » |

El crític de cinema Roger Ebert, un gran defensor del treball d'Herzog, va concedir a la pel·lícula quatre estrelles de quatre.
| « | "Protegiré aquests óssos amb el meu últim alè", diu Treadwell. Després que ell i l'Amie es converteixin en les primeres i úniques persones mortes pels óssos al parc, l'ós culpable és assassinat a trets. El rellotge de Treadwell, que encara funciona, es troba al braç tallat. Tinc una certa admiració pel seu coratge, imprudència, idealisme, com vulguis dir-ho, però aquí hi ha un home que va aconseguir que se’l mengessin a ell i a la seva xicota, i saps què? Es mereix Werner Herzog. | » |

Charlie Russell, un naturalista que va estudiar óssos durant molts anys, va viure a prop d'ells i els va criar durant una dècada a Kamtxatka, va mantenir correspondència amb Treadwell i va escriure sobre la pel·lícula:
| « | Herzog és un cineasta hàbil, de manera que un gran percentatge dels que veuen la pel·lícula Grizzly Man passen per alt la manera increïble de Timothy amb els animals, tot i que a mi això em destaca molt. El fet que en Timothy hagi passat 35.000 hores increïbles, que abasten 13 anys, vivint amb els óssos al parc nacional de Katmai, sense cap contratemps previ, s'escapa de la gent completament. Fins i tot amb els seus antecedents de nen de ciutat, em vaig trobar hipnotitzat pel que podia fer amb els animals. | » |

La pel·lícula es va situar al número 94 de la llista de les 100 millors pel·lícule dels anys 2000 de Slant Magazine.El 2021 fou inclosa a la llista de Forbes "Les 150 millors pel·lícules del segle XXI." El 2023, Collider la va anomenar el "Millor documental dels anys 2000", i Aiden Bryant va escriure que és "un testimoni del poder de la realització de documentals veritables i dedicats. Examina un tema més enllà d'informar l'espectador de qui, què, quan, on i per què, ens extrapola aquestes preguntes a tots i converteix una figura com Treadwell, algú que fàcilment podria ser un màrtir o un ximple, en algú tan complicat com qualsevol gran protagonista del cinema. Herzog fa una cosa en poc més de 90 minuts que un milió de documentals de Netflix mai no tenen." The Hollywood Reporter també el va classificar al número 43 de la seva llista. de les "50 millors pel·lícules del segle XXI (fins ara)".

### Premis
- Nominat als Premis Gotham al millor documental[16]
- Va guanyar el premi Los Angeles Film Critics Association a la millor pel·lícula documental/no ficció
- Va guanyar el New York Film Critics Circle Award a la millor pel·lícula de no ficció
- Va guanyar el premi San Francisco Film Critics Circle al millor documental
- Va guanyar el Premi Alfred P. Sloan[17] i va ser nominat per el Gran Premi del Jurat al Festival de Cinema de Sundance de 2005
- Va guanyar el premi Toronto Film Critics Association al millor documental
- Va guanyar l'Anugerah Seri Angkasa 2008 Angkasapuri.
- Menció especial al premi Noves Visiona al XXXVIII Festival Internacional de Cinema Fantàstic de Catalunya[18]